# 伊拉哈镇
伊拉哈镇，是中华人民共和国黑龙江省黑河市嫩江市下辖的一个乡镇级行政单位。

## 行政区划
伊拉哈镇下辖以下地区：
兴隆村、晨光村、五一村、五四村、黎明村、永发村、三星村、红嫩村、古城村、新化村、新丰村、新太村和展望村。